# Roodbaard (personage)
Roodbaard (Frans: Barbe-Rouge) is een van de vaste personages uit de stripreeks Roodbaard van Jean-Michel Charlier en Victor Hubinon. Hoewel de stripreeks naar hem vernoemd is, is Roodbaard niet het hoofdpersonage. In het eerste album is hij het hoofdpersonage, daarna wordt de rol steeds meer overgenomen door Erik. Roodbaard komt in sommige verhalen zelfs niet voor of duikt slechts heel even op. De andere hoofdpersonages Baba en Driepoot komen ook vaker in de reeks voor dan Roodbaard zelf.
In de latere spin-off-stripreeks De jonge jaren van Roodbaard (van Christian Perrissin) heeft Roodbaard wel zelf helemaal de hoofdrol.

## Verhaallijnen
Roodbaard werd geboren in Frankrijk als Jean-Baptiste Cornic. Na diverse gebeurtenissen in zijn jeugd werd hij uiteindelijk de gevreesde piraat Roodbaard, "de schrik van de zeven zeeën". 
In Puerto Bello verloor Jean-Baptiste Cornic als 20-jarige zijn rechteroog tijdens een tweestrijd met zijn eigen oudere broer, Gaspard. Later monsterde hij aan op diverse piratenschepen en maakte onder meer kennis met de piraat Pew, later zijn vaste metgezel. Uiteindelijk stichtten Cornic en Pew samen met enkele anderen een eigen piratenbende, die zeer berucht zou worden. Vanaf dan is Jean-Baptiste Cornic algemeen bekend als Roodbaard.
In 1715 overvielen Roodbaard en zijn mannen op de Atlantische Oceaan een beschadigd Spaans galjoen dat na een storm zijn escorte had verloren. De bemanning werd uitgemoord en in een van de kajuiten ontdekte Roodbaard een klein kindje dat naar hem lacht. Hij besloot dit kind te adopteren en noemde hem Erik. Vastbesloten zijn aangenomen zoon een piratenimperium te schenken, voerde Roodbaard zijn plundertochten op.
Zijn tactisch inzicht en wilde ideeën leverden hem veel buit op. Hij wist vele schepen te veroveren en werd bekend als de schrik van de zeven zeeën en de duivel van de Caraïben. Naast zijn aangenomen zoon Erik had hij blind vertrouwen in de sluwe Driepoot, die hij al uit zijn jonge jaren kende, en de voormalige plantageslaaf Baba, die door hem werd bevrijd. In zijn latere jaren kreeg hij een relatie met de jonge Anny Read. Tijdens de zoektocht naar Inkagoud in Zuid-Amerika schoot Roodbaard haar in de arm om te voorkomen dat ze een Franse astronoom doodde, die hij nodig had om aanwijzingen naar de Inkaschat te vertalen. Anny's arm moest worden afgezet en haar liefde voor hem sloeg om in haat. Nadat Roodbaard haar had gered van een Inka-valstrik en zelf hulp nodig had liet zij hem barsten: hij gleed weg en verdween in een onpeilbare afgrond.

## Varia
- Een veelgebruikte vloek van Roodbaard in de Nederlandstalige versies van de oorspronkelijke verhalen van Charlier en Hubinon is Alle bokke[n]poten of Alle bokke[n]hoorns, soms ook door Roodbaards zoon Erik gebruikt.